# Ракитнянське газоконденсатне родовище
Ракитнянське газоконденсатне родовище — родовище у Харківській області України, за 28 км на південний захід від Харкова. Належить до Північного борту нафтогазоносного району Східного нафтогазоносного регіону України.

## Опис
Виявлене в межах Ракитнянсько-Островерхівської структурної зони. Поклади екрануються тектонічними порушеннями та аргіліто-алевролітовою товщею. Запаси вуглеводнів відкрито у візейських відкладеннях. Колектор — пісковики з гарними колекторськими властивостями.
Дозвіл на розробку виданий у 2011 році Енергосервісній компанії «Еско-Північ» (група Burisma Holding). Він поширюється як на конвенційні запаси, так і на газ сланцевих товщ. У жовтні 2012-го родовище введене у промислову розробку.
В серпні 2016 Burisma розпочала буріння трьох нових свердловин на Ракитнянському родовищі. Дві з них класифікуються як пошукові та будуть споруджені похило-спрямованими з кутами до 35 градусів. Від третьої експлуатаційної свердловини бажають отримати дебет 0,3 млн.м3 на добу. Глибина свердловин від 4400 до 4520 метрів.
Ракитнянське є основним родовищем компанії  «Еско-Північ», видобуток якої в 2015 склав 0,608 млрд.м3.